# Vesna Krmpotić
Vesna Krmpotić (Dubrovnik, 17. lipnja 1932. – Beograd, 21. kolovoza 2018.) bila je hrvatska književnica i prevoditeljica.

## Životopis
Vesna Krmpotić rođena je 17. lipnja 1932. godine u Dubrovniku. Diplomirala je psihologiju i engleski jezik na Filozofskom fakultetu u Zagrebu, a bengalski jezik na Filozofskom fakultetu Sveučilišta u New Delhiju. Kao supruga diplomata živjela je u Washingtonu, Kairu, Accri, New Delhiju, a od 2004. godine živjela je u Beogradu. Najpoznatije joj je djelo Brdo iznad oblaka.

## Djela
Nepotpun popis:
- Poezija (1956.), pjesme
- Plamen svijeće (1962.), pjesme
- Jama bića (1965.), pjesme
- Dijamanti faraon (1965.), duhovno-poetska autobiografija
- Indija (1965.), proza
- Ljevanica za Igora (1978.), molitveno-ispovjedni pjesnički dnevnik
- Jednina i dvojina (1981.), pjesme
- Vilin svlak (1983.), pjesme
- Kešava Madhava (1986.), drama
- Orfelija (1987.), pjesme
- Brdo iznad oblaka (1987.), obiteljski roman-kronika
- Košulja sretnog čovjeka (1987.), knjiga priča
- Pir Sunca i Mjeseca (1989.)
- 108 x 108 (1990. – 2006.), pjesme
- Bhagavatar (1990), proza
- To ljubav ide prema nama (1993.), proza
- Druga strana ničega (2003.), pjesme
- Divni stranac (2003. – 2004.), pjesme
- Žar-ptica (2012.), pjesme
- Portret majke Indije (2013.)

Sastavila je i prevela više antologija indijske i egipatske književnosti.

## Nagrade
Krmpotić je više puta nagrađivana u Hrvatskoj, između ostaloga Godišnjom nagradom Vladimir Nazor 1975. godine, Nagradom Ivan Goran Kovačić 1988. godine, za roman Brdo iznad oblaka, Nagradom Vladimir Nazor za životno djelo 1999. godine, Nagradom HAZU za književnost 2006. godine, za zbirku pjesama 108x108, a 2008. godine dodijeljeno joj je Odličje za zasluge u kulturi, te Nagradom Tin Ujević 2013. godine.
Umrla je u Beogradu 2018. godine. Pokopana je u Beogradu na Novome groblju.

## Vanjske poveznice
Mrežna mjesta
- Službena stranica (arhivirano)
- Krmpotić, Vesna, Hrvatski biografski leksikon
- Pjesnički kutak  Arhivirana inačica izvorne stranice od 19. svibnja 2021. (Wayback Machine), Holon 1/2014.
- Tamara Bakran, Tuđost pjesme (lirika Vesne Krmpotić), Croatica 63/2019.